# Lumbier
Lumbier (Irunberri en euskera batua, Ilunberri en la variedad salacenca y Urunberri en la roncalesa) es una villa y un municipio español de la Comunidad Foral de Navarra, situado en la Merindad de Sangüesa, en su comarca homónima y a 38 km de la capital de la comunidad de Pamplona. Su población en 2024 fue de 1327 habitantes (INE).
Su gentilicio es lumbierino, -a o irunberritarra, este último tanto en masculino como en femenino. Popularmente se les denomina gatos.

## Toponimia
Se cree que la actual población de Lumbier remonta su origen a una época muy antigua, ya que entre las comunidades vasconas que citaban los geógrafos latinos como Plinio se encontraba la de los iluberritani, que se ha asociado tradicionalmente con la población de Lumbier. En Lumbier se han hallado algunos restos romanos y existen en el cercano municipio de Liédena restos de una villa romana.
Partiendo de un primitivo nombre Ilumberri los lingüistas han reconstruido de forma coherente una evolución del nombre hasta las formas actuales.
- En romance: Ilumberri -> Lumberri -> Lumbier.
- En euskera: Ilumberri -> Irunberri.

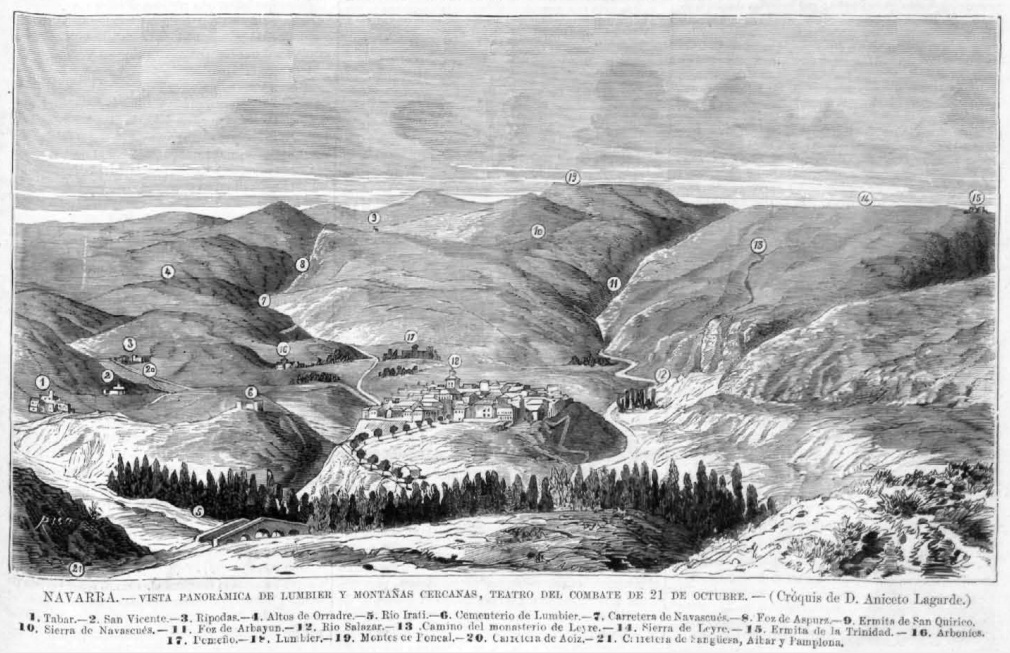
Croquis del entorno de la localidad realizado por Aniceto Lagarde (grabado de Bernardo Rico) hacia 1875, en el contexto de la tercera guerra carlista.

Sobre el significado etimológico de Ilumberri, se cree que este proviene del euskera arcaico. El primer término parece el mismo que aparece en topónimos como Irún o Iruña (Pamplona), y se ha relacionado tradicionalmente con la palabra hiri o (h)ili (ciudad) en euskera. El segundo término es berri (nuevo); por lo que el significado etimológico sería similar a 'villanueva'.
A los de Lumbier se les suele llamar generalmente «gatos», que proviene de la Guerra de Independencia Española, cuando varios afrancesados de Madrid («gatos») fueron descubiertos en su huida a Francia.

## Símbolos
El escudo de armas de la villa de Lumbier tiene el siguiente blasón:

Trae de azur y un castillo de tres torres de plata almenadas de tres almenas. La torre central más alta que las laterales. El castillo flanqueado de una estrella de ocho puntas en el flanco siniestro y de un creciente ranversado de plata en el diestro.

El sello antiguo de la villa, que además de los elementos descritos tenía un creciente y una estrella a ambos lados de la torre central, aparece en la Carta de Unión que todas las villas navarras firmaron en Puente la Reina en 1328.

## Geografía
La localidad de Lumbier está situada en la parte oriental de la Comunidad Foral de Navarra a una altitud de 467 m s. n. m. Su término municipal tiene una superficie de 57,40 km² y limita al norte con los municipios de Urraúl Bajo y Romanzado, al este con este último, al sur con los de Yesa, Liédena y Sangüesa y al oeste con el de Urraúl Alto.
Se encuentra junto a la confluencia de los ríos Irati (en la orilla izquierda) y Salazar (en la orilla derecha), en un cerro de cumbre plana a 467 metros de altitud, entre una cuenca margosa y el apéndice noroccidental de la Sierra de Leire. En su proximidad se encuentra la Foz de Lumbier.

## Demografía
Lumbier cuenta con una población de 1327 habitantes (INE 2024).
| Gráfica de evolución demográfica de Lumbier entre 1842 y 2021                                                       |
| |
| Población de derecho según los censos de población del INE Población de hecho según los censos de población del INE |

## Administración y política
| Periodo   | Nombre                      | Partido | Partido                                   |
| --------- | --------------------------- | ------- | ----------------------------------------- |
| 1979-1983 | José Olleta Anso            |         | Agrupación Independiente de Lumbier (AIL) |
| 1983-1991 | José María Juanto Vicente   |         | Agrupación Independiente de Lumbier (AIL) |
| 1991-1999 | José Andrés Burguete Torres |         | Agrupación Independiente de Lumbier (AIL) |
| 1999-2003 | José Ramón Labairu Usotz    |         | Agrupación Independiente de Lumbier (AIL) |
| 2003-2007 | Joaquín Garde San Martín    |         | Agrupación Independiente de Lumbier (AIL) |
| 2007-2015 | Javier Mauro Gogorcena Aoiz |         | Agrupación Independiente de Lumbier (AIL) |
| 2015-act. | Rocío Monclús Manjón        |         | Agrupación Independiente de Lumbier (AIL) |

| Partido político                                            | 2019  | 2019       | 2015  | 2015       | 2011  | 2011       | 2007  | 2007       | 2003  | 2003       | 1999  | 1999       | 1995  | 1995       |
| Partido político                                            | %     | Concejales | %     | Concejales | %     | Concejales | %     | Concejales | %     | Concejales | %     | Concejales | %     | Concejales |
| Agrupación Independiente de Lumbier (AIL)                   | 58,64 | 6          | 54,60 | 5          | 55,23 | 5          | 47,82 | 5          | 67,42 | 7          | 64,15 | 7          | 65,14 | 6          |
| Euskal Herria Bildu (EH Bildu)                              | 38,18 | 3          | 21,36 | 2          | 12,58 | 1          | —     | —          | —     | —          | —     | —          | —     | —          |
| Candidatura Unitaria Auzolan (CUA)                          | —     | —          | 22,45 | 2          | —     | —          | —     | —          | —     | —          | —     | —          | —     | —          |
| Prog. de Lumbier–Irunberri Ondalan (PL-IO)                  | —     | —          | —     | —          | 18,61 | 2          | 26,04 | 2          | —     | —          | —     | —          | —     | —          |
| Izquierda-Ezkerra (I-E)                                     | —     | —          | —     | —          | 12,37 | 1          | —     | —          | —     | —          | —     | —          | —     | —          |
| Nafarroa Bai (NaBai)                                        | —     | —          | —     | —          | —     | —          | 12,57 | 1          | —     | —          | —     | —          | —     | —          |
| Eusko Abertzale Ekintza-Acción Nacionalista Vasca (EAE-ANV) | —     | —          | —     | —          | —     | —          | 12,08 | 1          | —     | —          | —     | —          | —     | —          |
| Batzarre                                                    | —     | —          | —     | —          | —     | —          | —     | —          | 28,86 | 2          | 17,68 | 1          | 19,87 | 2          |
| Euskal Herritarrok (EH)                                     | —     | —          | —     | —          | —     | —          | —     | —          | —     | —          | 16,19 | 1          | —     | —          |
| Herri Batasuna (HB)                                         | —     | —          | —     | —          | —     | —          | —     | —          | —     | —          | —     | —          | 11,48 | 1          |

## Cultura

### Educación
El municipio cuenta con diversos centros educativos. Existe también un colegio público, un centro de educación infantil (de 0 a 3 años), una ikastola, un instituto de FP (formación profesional) y una escuela de música con más de 100 matrículas.

### Deporte
El Club Deportivo Ilumberri es desde 1923 el equipo de fútbol de la localidad. Juega sus partidos en el campo de fútbol de El Lardín, de hierba natural, situado a las afueras del pueblo.

### Patrimonio
- Iglesia de Santa María de la Asunción, templo del siglo XV.